# Congreso de la Nación Argentina
El Congreso de la Nación Argentina es el órgano que ejerce el poder legislativo federal de la República Argentina. Se encarga de la formación y sanción de las leyes federales. Además, tiene a su cargo la sanción de los códigos legales civil, penal, comercial, laboral y de minería, entre otros destinados a organizar la legislación común de fondo.
El Congreso de la Nación Argentina se conforma por una asamblea bicameral con 329 miembros, dividido en el Senado (72 escaños), presidido por el Vicepresidente de la Nación y la Cámara de Diputados (257 escaños) cuyo presidente es elegido por mayoría simple.
El Congreso de la Nación Argentina sesiona entre el 1 de marzo y el 30 de noviembre de cada año, aunque el Presidente de la Nación Argentina puede convocar sesiones extraordinarias o prorrogar su extensión. En el primer caso es el presidente quien determina los temas a tratar, mientras que en el segundo el Congreso de la Nación Argentina tiene libre iniciativa. Según la interpretación de las Cámaras, esta prórroga de sesiones también puede ser ordenada por el Congreso.
Su sede se encuentra en el Palacio del Congreso de la Nación Argentina en la Ciudad Autónoma de Buenos Aires, en la Plaza del Congreso que se encuentra en un extremo occidental de la Avenida de Mayo, la cual lo conecta directamente con la Plaza de Mayo, donde se encuentra la Casa Rosada, sede del Poder Ejecutivo nacional.
La Cámara de Diputados de la Nación Argentina se compone por una cantidad variable de representantes en función de la población que posee el distrito (cada una de las provincias y la Ciudad Autónoma de Buenos Aires), pero dicha cantidad nunca puede ser menor a tres, se eligen mediante el sistema de representación proporcional (sistema D'Hondt), duran cuatro años en su mandato y se renuevan por mitades cada dos años (cada distrito elige cada dos años aproximadamente la mitad de los diputados que le corresponden) pudiendo ser reelegidos indefinidamente. Son electos tomando como distrito único cada provincia y la Ciudad Autónoma de Buenos Aires, donde se vota, por una lista de todos los candidatos de cada partido político o alianza electoral, a los puestos que cada distrito ponga en disputa en esa elección. Por la Ley de paridad de género, establece que las listas de candidatos al Congreso de la Nación Argentina deben estar compuestas en un 50% por mujeres y el otro 50% por hombres. Esta ley acentuó la participación de las mujeres en la política, vigorosa en Argentina desde la sanción de la Ley de cupo Femenino, de modo que la República Argentina es el país sudamericano con mayor cantidad de mujeres en el Poder Legislativo y estando, a su vez, entre los primeros diez a nivel mundial.
El Senado de la Nación Argentina reúne a los representantes de las provincias y la Ciudad Autónoma de Buenos Aires. Le corresponde a cada una dos senadores por la mayoría y uno por la minoría, para un total de 72 Senadores. Estos son elegidos por voto directo de los habitantes de cada distrito, mediante el sistema de lista incompleta, correspondiendo dos a la lista que mayor cantidad de votos obtenga y uno a la que le sigue. Su mandato dura seis años y se renueva por tercios cada dos años, correspondiendo realizar las elecciones de renovación por distrito alternados, pudiendo ser reelegidos indefinidamente.
El Congreso de la Nación Argentina cuenta con un organismo constitucional autónomo de asistencia técnica: la Auditoría General de la Nación Argentina, a cargo del control de legalidad, gestión y auditoría de toda la actividad de la administración pública. Además, en el ámbito del Congreso de la Nación Argentina funciona el Defensor del Pueblo de la Nación Argentina como órgano independiente, sin recibir instrucciones de ninguna autoridad. Su propósito es defender los derechos humanos y los derechos constitucionales y legales que puedan ser afectados por la Administración.

## Sede

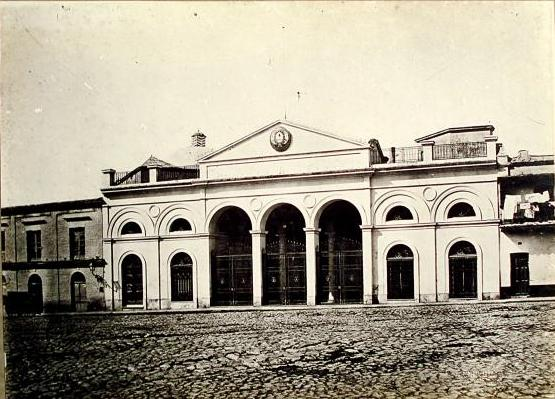
Edificio sede desde 1864 hasta 1905.

Una vez unificada la República Argentina, y luego de la elección de Bartolomé Mitre como primer presidente, comenzó a sesionar el Congreso Nacional. En su primer año de funcionamiento, ocupó de forma precaria el edificio de la Legislatura de la Provincia de Buenos Aires, en la actual calle Perú 272, en la sala de representantes construida en 1821, que todavía existe y forma parte de la Manzana de las Luces.
Sin embargo, Mitre gestionó rápidamente la construcción de una sede propia, ajustada a las necesidades y a las dimensiones del nuevo parlamento. Así, encargó la obra al arquitecto cordobés Jonás Larguía, quien diseñó un edificio de influencia italiana con tres grandes arcos de acceso y un frontis, ubicado en la esquina de las calles Defensa y Victoria (hoy Balcarce e Hipólito Yrigoyen, actualmente sede de la Academia Nacional de la Historia), a un costado de la Plaza de Mayo y en diagonal a la Casa Rosada, sede del Ejecutivo Nacional.
Esta pequeña sede se vio rápidamente desbordada por la cantidad creciente de funcionarios, de tal modo que ya en la década de 1880 se empezó a reclamar la construcción de un nuevo edificio. Durante 1880, frente a una guerra civil ocasionada por la Federalización de Buenos Aires, el Congreso sesionó en la Municipalidad de Belgrano, hoy Museo Sarmiento.

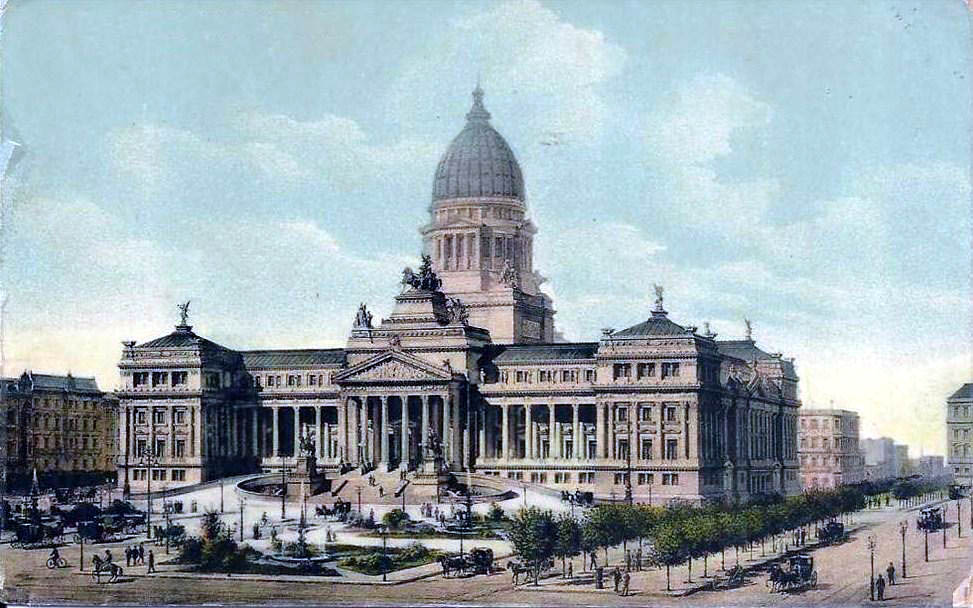
Proyecto de Vittorio Meano para el actual Congreso, presentado en 1896.

Pasada la crisis de 1890, comenzó a tomar forma el proyecto para el nuevo Congreso Nacional. Entre 1895 y 1896, fue convocado un concurso internacional, estableciendo premios, mientras en los textos de los decretos se sustituía la denominación de “casa” por la de “palacio”. La Comisión quedó integrada el 20 de febrero de 1895 por Carlos Pellegrini, los senadores Rafael Igarzábal y Carlos Doncel y los diputados Francisco Alcobendas y Alfredo Demarchi.
Se había elegido para el Poder Legislativo una manzana completa junto al cruce de la Avenida Rivadavia y la Avenida Callao, dos arterias de importancia ya en esa época, y que además remataba la nueva Avenida de Mayo, finalizada e inaugurada en 1894. Aunque en un primer momento se había pensado en una manzana en Avenida Callao y Paraguay, se privilegió esta nueva ubicación, en donde hasta ese momento se encontraba un corralón propiedad de Spinetto Hermanos, quienes vendieron el terreno al Estado Nacional.
Por licitación, las obras se encomendaron a la empresa constructora Pablo Besana y Cía. Según una serie de notas e informes conservados en la Dirección de Archivo, Publicaciones y Museo de la Cámara de Diputados de la Nación, varias acciones se sucedieron entre el 1895 y el 1896. Por un lado, la Comisión elaboró diecinueve actas entre, el 22 de marzo de 1895 y el 1 de diciembre de 1896. En la quinta acta se hace constar que, como consultores, se nombra a tres arquitectos para “explicar verbalmente los planos” presentados al Concurso y estos fueron Joaquín Mariano Belgrano, Juan Antonio Buschiazzo y Jacques Dunant; en la sexta se publican los premios, en la séptima se nombra a Vittorio Meano como arquitecto ganador y, en la décima, en marzo de 1898, la Comisión solicita una nueva planta y “una nueva bóveda más majestuosa”. Tres meses después se aceptarían los planos nuevos presentados por el arquitecto premiado.
El nuevo Congreso Nacional sería inaugurado en 1906, comenzando a sesionar ese mismo año, aunque el edificio distaba de estar terminado, y la construcción continuó la siguiente década. El antiguo Congreso junto a Plaza de Mayo, pasó a ser sede del Archivo General de la Nación, hasta que en 1942 fue vendido al Banco Hipotecario Nacional y demolido para la construcción de la nueva sede del banco, aunque su sala de sesiones se conservó en el interior del edificio y actualmente se realizan visitas al recinto histórico.

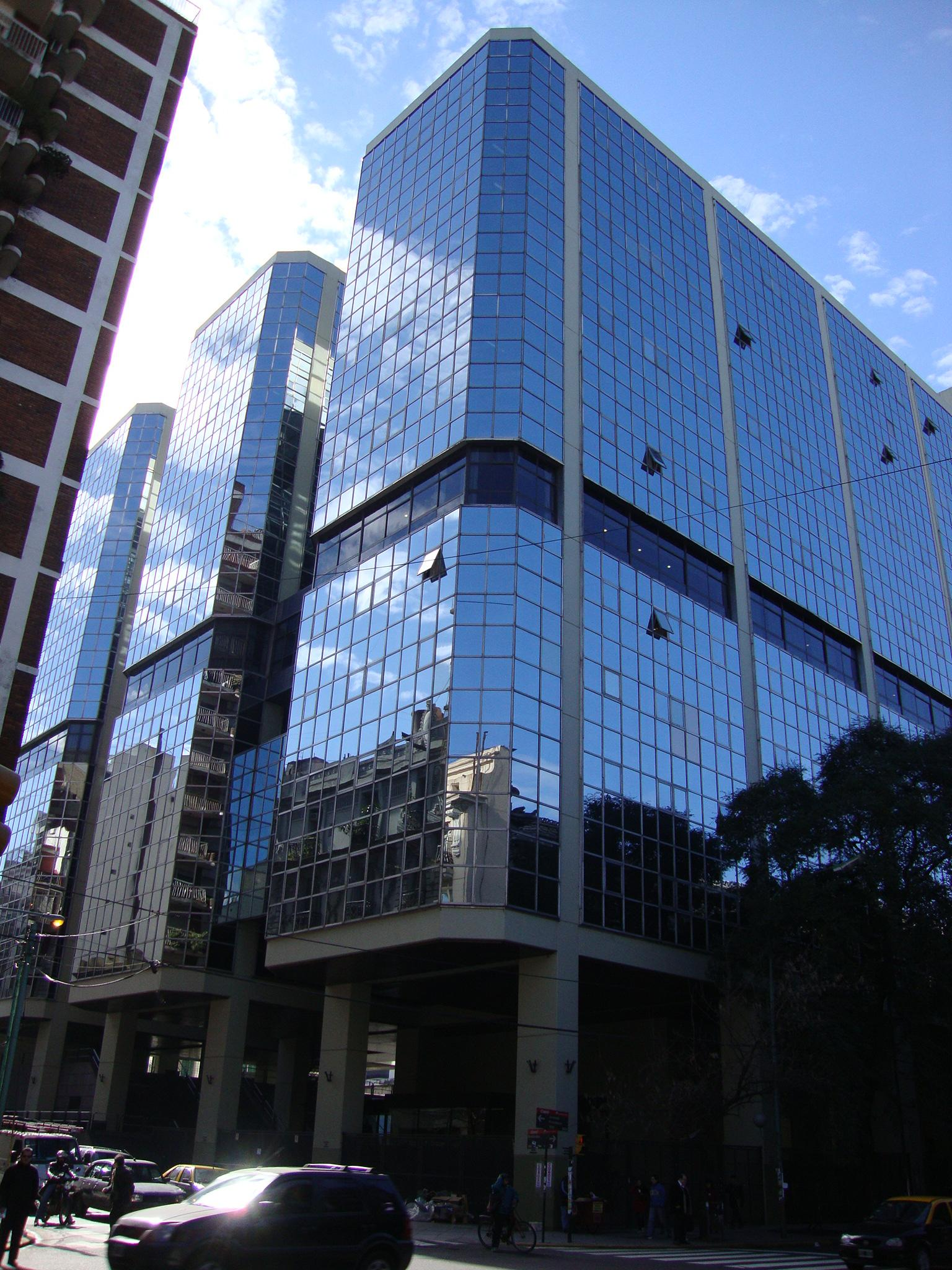
El Edificio Anexo de la Cámara de Diputados, diseñado en 1966 e inaugurado en 1988.

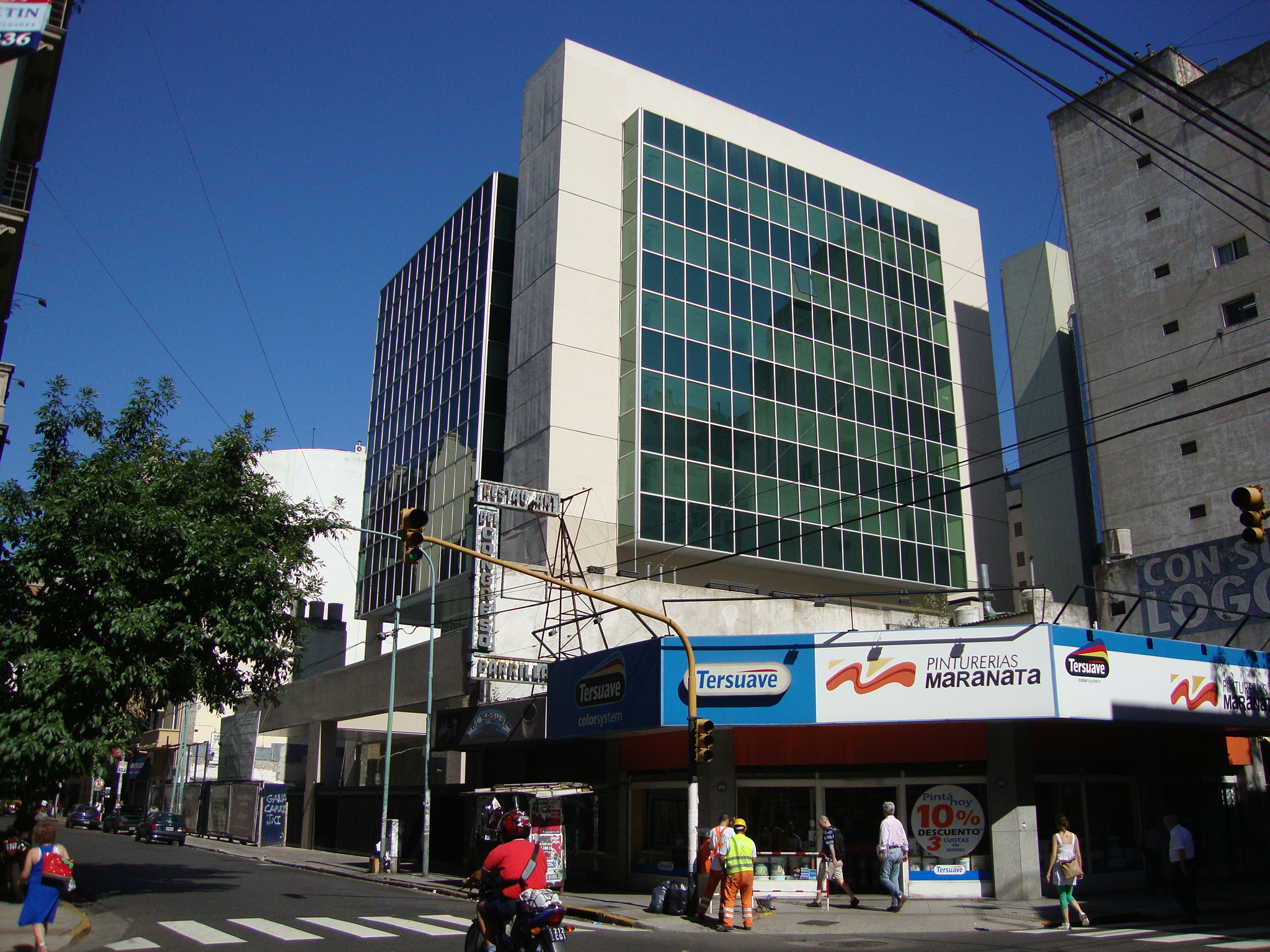
El Anexo “C”, inaugurado en 2013.

En 1910, para brindar una adecuada perspectiva y marco al imponente edificio, el presidente Figueroa Alcorta ordenó la demolición de dos manzanas completas para inaugurar la Plaza del Congreso. Hacia 1915, continuaban los trabajos en el interior del edificio y los revestimientos pétreos, con nuevas partidas presupuestarias que hicieron la suma destinada a la construcción de tal forma que se formó una comisión para investigar sobreprecios. El actual edificio del Congreso recién pudo concluirse en 1946, año en que se finalizó el revestimiento del hemiciclo que da a la calle Combate de los Pozos.
Pocas décadas después, el personal de la Cámara de Diputados había aumentado de tal manera que las oficinas del Palacio resultaban insuficientes, y para evitar continuar alquilando propiedades vecinas, se decidió la construcción de un Edificio Anexo. Ocupando un gran terreno del otro lado de Avenida Rivadavia, se llamó a concurso de proyectos en 1966 y fue elegido el de Manteola/Petchersky/Sánchez Gómez/Santos/Solsona. Pero las dictaduras que clausuraron el Congreso Nacional durante los siguientes 25 años retrasaron la construcción y el Anexo de la Cámara de Diputados (hoy llamado Anexo “A”) pudo ser inaugurado recién en 1984, con el regreso a la democracia.
Aunque el Congreso alquila un edificio de departamentos en Riobamba 71 que funciona como Anexo “B” de Diputados, en 2003 se eligió el proyecto del arquitecto Jorge Cortiñas para la construcción de un edificio ad hoc llamado Anexo “C”, ocupando un terreno que mira a la calle Bartolomé Mitre y cuyos fondos se tocan con el que Anexo “A”. La obra comenzó en 2006 y fue habilitada a fines de 2011.

## Atribuciones de las Cámaras
Cada una de las cámaras del Congreso tiene atribuciones propias o particulares. 
La Cámara de Diputados tiene la iniciativa de los proyectos de ley que traten sobre contribuciones y reclutamiento de tropas, recibe los proyectos ley surgidos por iniciativa popular (incorporada por la reforma de 1994), acusar ante el Senado al Presidente, Vicepresidente, Jefe de Gabinete, ministros del Poder Ejecutivo y miembros de la Corte Suprema en juicio político y someter a consulta popular un proyecto de ley. 
El Senado es cámara de origen en la ley convenio sobre el régimen de coparticipación federal de impuestos y en proyectos de ley que promuevan el poblamiento y el crecimiento armónico de la nación, autoriza al presidente para que declare el estado de sitio en caso de ataque exterior, juzga en juicio público a los acusados por la Cámara de Diputados y presta acuerdo al presidente para designar a los miembros de la Corte Suprema y a los demás jueces federales, ministros plenipotenciarios, encargados de negocios y de oficiales superiores de las Fuerzas Armadas argentinas.

## Representación federal en el Senado y en Diputados
El bicameralismo argentino responde a una tradición histórica relacionada con la formación del estado y la asunción de la forma federal de estado. Es un sistema bicameral: La cámara alta está conformada por un número fijo de 72 senadores  (3 por provincia), siempre y cuando no se establezcan nuevas provincias, mientras que a la cámara baja la componen diputados cuya cantidad se regula por censo nacional cada 10 años, habiendo 1 diputado cada 161,000 argentinos (257 actualmente). El fundamento radica, por un lado, respecto de la Cámara de Diputados en que representa al pueblo de la nación en su conjunto, y por otro lado, se ubica el Senado que representa a las provincias como estamentos parte del estado federal argentino, funcionando esta como representación de las 24 jurisdicciones de primer orden (las 23 provincias y la ciudad autónoma) en ese carácter que otorga garantía de igualdad a las 24 jurisdicciones en el gobierno federal.
| Distrito                         | Senadores | Diputados |
| -------------------------------- | --------- | --------- |
| Ciudad Autónoma de Buenos Aires  | 3         | 25        |
| Provincia de Buenos Aires        | 3         | 70        |
| Provincia de Catamarca           | 3         | 5         |
| Provincia del Chaco              | 3         | 7         |
| Provincia del Chubut             | 3         | 5         |
| Provincia de Córdoba             | 3         | 18        |
| Provincia de Corrientes          | 3         | 7         |
| Provincia de Entre Ríos          | 3         | 9         |
| Provincia de Formosa             | 3         | 5         |
| Provincia de Jujuy               | 3         | 6         |
| Provincia de La Pampa            | 3         | 5         |
| Provincia de La Rioja            | 3         | 5         |
| Provincia de Mendoza             | 3         | 10        |
| Provincia de Misiones            | 3         | 7         |
| Provincia del Neuquén            | 3         | 5         |
| Provincia de Río Negro           | 3         | 5         |
| Provincia de Salta               | 3         | 7         |
| Provincia de San Juan            | 3         | 6         |
| Provincia de San Luis            | 3         | 5         |
| Provincia de Santa Cruz          | 3         | 5         |
| Provincia de Santa Fe            | 3         | 19        |
| Provincia de Santiago del Estero | 3         | 7         |
| Provincia de Tierra del Fuego    | 3         | 5         |
| Provincia de Tucumán             | 3         | 9         |
| Total Argentina                  | 72        | 257       |

## Fueros parlamentarios
Los miembros del Congreso poseen fueros parlamentarios que, en forma expresa en la Constitución Argentina, determinan que "ninguno de los miembros del congreso puede ser acusado, interrogado judicialmente, ni molestado por las opiniones o discursos que emita desempeñando su mandato de legislador". Además, un miembro del Congreso sólo puede ser arrestado si es sorprendido in fraganti en la comisión de un delito. Dicha inmunidad se aplica únicamente durante su mandato. Según los artículos 66 y 70 de la Constitución Nacional, las cámaras pueden corregir (suspender) a cualquiera de sus miembros por su conducta, removerlo por inhabilitación física o moral sobreviniente a su incorporación, o su exclusión, por mayoría de dos tercios de los votos. La ley 25230 estableció un Régimen de Inmunidades para legisladores, funcionarios y magistrados, sancionada el 8 de septiembre del año 2000 y promulgada por el gobierno de Fernando de la Rúa cuatro días después.
| Año  | Congresista                            | Situación                                 | Motivo |
| ---- | -------------------------------------- | ----------------------------------------- | --- |
| 1853 | Representante Pedro Ferré              | Expulsado                                 | Negarse a seguir actuando en las secciones posteriores a la sanción de la Constitución                                                                                  |
| 1867 | Diputado Eusebio Ocampo                | Expulsado                                 | Haber cooperado con una rebelión contra el Gobierno Nacional en la Provincia de Cuyo                                                                                    |
| 1867 | Diputado Buenaventura Sarmiento        | Expulsado                                 | Haber cooperado con una rebelión contra el Gobierno Nacional en la Provincia de Cuyo                                                                                    |
| 1874 | Diputado Juan Andrés Gelly y Obes      | Expulsado                                 | No haber asistido a las sesiones durante dos meses |
| 1874 | Diputado Francisco de Elizalde         | Expulsado                                 | No haber asistido a las sesiones durante dos meses |
| 1875 | Diputado Martín de Gainza              | Expulsado                                 | Declarado cesante por la Cámara de Diputados el 2 de junio de 1875 por ser Ministro de Guerra y Marina y no haber asistido a sesiones                                   |
| 1875 | Diputado Álvaro Barros                 | Expulsado                                 | Declarados cesantes por la Cámara de Diputados el 2 de junio de 1875 por ser electos como gobernadores de sus provincias                                                |
| 1875 | Diputado Cástulo Aparicio              | Expulsado                                 | Declarados cesantes por la Cámara de Diputados el 2 de junio de 1875 por ser electos como gobernadores de sus provincias                                                |
| 1880 | Diputado Bartolomé Mitre               | Expulsado                                 | Declarados cesantes por la Cámara de Diputados el 24 de junio de 1880 por no asistir a las sesiones durante la Revolución de 1880.                                      |
| 1880 | Diputado Manuel Quintana               | Expulsado                                 | Declarados cesantes por la Cámara de Diputados el 24 de junio de 1880 por no asistir a las sesiones durante la Revolución de 1880.                                      |
| 1880 | Diputado Norberto Quirno Costa         | Expulsado                                 | Declarados cesantes por la Cámara de Diputados el 24 de junio de 1880 por no asistir a las sesiones durante la Revolución de 1880.                                      |
| 1880 | Diputado Vicente Gregorio Quesada      | Expulsado                                 | Declarados cesantes por la Cámara de Diputados el 24 de junio de 1880 por no asistir a las sesiones durante la Revolución de 1880.                                      |
| 1880 | Diputado Carlos Salas                  | Expulsado                                 | Declarados cesantes por la Cámara de Diputados el 24 de junio de 1880 por no asistir a las sesiones durante la Revolución de 1880.                                      |
| 1880 | Diputado Enrique Perisena              | Expulsado                                 | Declarados cesantes por la Cámara de Diputados el 24 de junio de 1880 por no asistir a las sesiones durante la Revolución de 1880.                                      |
| 1880 | Diputado Francisco de Elizalde         | Expulsado                                 | Declarados cesantes por la Cámara de Diputados el 24 de junio de 1880 por no asistir a las sesiones durante la Revolución de 1880.                                      |
| 1880 | Diputado Ramón B. Muñiz                | Expulsado                                 | Declarados cesantes por la Cámara de Diputados el 24 de junio de 1880 por no asistir a las sesiones durante la Revolución de 1880.                                      |
| 1880 | Diputado Juan Agustín García           | Expulsado                                 | Declarados cesantes por la Cámara de Diputados el 24 de junio de 1880 por no asistir a las sesiones durante la Revolución de 1880.                                      |
| 1880 | Diputado Ricardo Lavalle               | Expulsado                                 | Declarados cesantes por la Cámara de Diputados el 24 de junio de 1880 por no asistir a las sesiones durante la Revolución de 1880.                                      |
| 1880 | Diputado Federico Espeche              | Expulsado                                 | Declarados cesantes por la Cámara de Diputados el 24 de junio de 1880 por no asistir a las sesiones durante la Revolución de 1880.                                      |
| 1880 | Diputado Fernando S. de Zavalía        | Expulsado                                 | Declarados cesantes por la Cámara de Diputados el 24 de junio de 1880 por no asistir a las sesiones durante la Revolución de 1880.                                      |
| 1880 | Diputado Néstor Escalante              | Expulsado                                 | Declarados cesantes por la Cámara de Diputados el 24 de junio de 1880 por no asistir a las sesiones durante la Revolución de 1880.                                      |
| 1880 | Diputado Juan B. Ferreyra              | Expulsado                                 | Declarados cesantes por la Cámara de Diputados el 24 de junio de 1880 por no asistir a las sesiones durante la Revolución de 1880.                                      |
| 1880 | Diputado Miguel M. Ruiz                | Expulsado                                 | Declarados cesantes por la Cámara de Diputados el 24 de junio de 1880 por no asistir a las sesiones durante la Revolución de 1880.                                      |
| 1880 | Diputado Cleto Aguirre                 | Expulsado                                 | Declarados cesantes por la Cámara de Diputados el 24 de junio de 1880 por no asistir a las sesiones durante la Revolución de 1880.                                      |
| 1880 | Diputado Juan Bautista Alberdi         | Expulsado                                 | Declarados cesantes por la Cámara de Diputados el 24 de junio de 1880 por no asistir a las sesiones durante la Revolución de 1880.                                      |
| 1880 | Diputado Próspero García               | Expulsado                                 | Declarados cesantes por la Cámara de Diputados el 24 de junio de 1880 por no asistir a las sesiones durante la Revolución de 1880.                                      |
| 1880 | Diputado José Miguel Guastavino        | Expulsado                                 | Declarados cesantes por la Cámara de Diputados el 24 de junio de 1880 por no asistir a las sesiones durante la Revolución de 1880.                                      |
| 1880 | Diputado Juan M. Rivera                | Expulsado                                 | Declarados cesantes por la Cámara de Diputados el 24 de junio de 1880 por no asistir a las sesiones durante la Revolución de 1880.                                      |
| 1880 | Diputado Eudoro Díaz de Vivar          | Expulsado                                 | Declarados cesantes por la Cámara de Diputados el 24 de junio de 1880 por no asistir a las sesiones durante la Revolución de 1880.                                      |
| 1880 | Diputado Cástulo Aparicio              | Expulsado                                 | Declarados cesantes por la Cámara de Diputados el 24 de junio de 1880 por no asistir a las sesiones durante la Revolución de 1880.                                      |
| 1880 | Diputado Mauricio González Catán       | Expulsado                                 | Declarados cesantes por la Cámara de Diputados el 24 de junio de 1880 por no asistir a las sesiones durante la Revolución de 1880.                                      |
| 1880 | Diputado Martín de Gainza              | Expulsado                                 | Declarados cesantes por la Cámara de Diputados el 24 de junio de 1880 por no asistir a las sesiones durante la Revolución de 1880.                                      |
| 1880 | Diputado Emilio Mitre                  | Expulsado                                 | Declarados cesantes por la Cámara de Diputados el 24 de junio de 1880 por no asistir a las sesiones durante la Revolución de 1880.                                      |
| 1880 | Diputado Delfín B. Huergo              | Expulsado                                 | Declarados cesantes por la Cámara de Diputados el 24 de junio de 1880 por no asistir a las sesiones durante la Revolución de 1880.                                      |
| 1880 | Diputado Manuel A. Montes de Oca       | Expulsado                                 | Declarados cesantes por la Cámara de Diputados el 24 de junio de 1880 por no asistir a las sesiones durante la Revolución de 1880.                                      |
| 1880 | Diputado José María Gutiérrez          | Expulsado                                 | Declarados cesantes por la Cámara de Diputados el 24 de junio de 1880 por no asistir a las sesiones durante la Revolución de 1880.                                      |
| 1880 | Diputado Justino Obligado              | Expulsado                                 | Declarados cesantes por la Cámara de Diputados el 24 de junio de 1880 por no asistir a las sesiones durante la Revolución de 1880.                                      |
| 1880 | Diputado Juan José Lanusse             | Expulsado                                 | Declarados cesantes por la Cámara de Diputados el 24 de junio de 1880 por no asistir a las sesiones durante la Revolución de 1880.                                      |
| 1880 | Diputado Hilario Lagos                 | Expulsado                                 | Declarados cesantes por la Cámara de Diputados el 24 de junio de 1880 por no asistir a las sesiones durante la Revolución de 1880.                                      |
| 1880 | Diputado Emilio Bunge                  | Expulsado                                 | Declarados cesantes por la Cámara de Diputados el 24 de junio de 1880 por no asistir a las sesiones durante la Revolución de 1880.                                      |
| 1880 | Diputado Edelmiro Mayer                | Expulsado                                 | Declarados cesantes por la Cámara de Diputados el 24 de junio de 1880 por no asistir a las sesiones durante la Revolución de 1880.                                      |
| 1880 | Diputado Manuel Rocha                  | Expulsado                                 | Declarados cesantes por la Cámara de Diputados el 24 de junio de 1880 por no asistir a las sesiones durante la Revolución de 1880.                                      |
| 1880 | Diputado Juan José Montes de Oca       | Expulsado                                 | Declarados cesantes por la Cámara de Diputados el 24 de junio de 1880 por no asistir a las sesiones durante la Revolución de 1880.                                      |
| 1880 | Diputado Rufino de Elizalde            | Expulsado                                 | Declarados cesantes por la Cámara de Diputados el 24 de junio de 1880 por no asistir a las sesiones durante la Revolución de 1880.                                      |
| 1880 | Diputado Avelino Verón                 | Expulsado                                 | Declarados cesantes por la Cámara de Diputados el 24 de junio de 1880 por no asistir a las sesiones durante la Revolución de 1880.                                      |
| 1880 | Diputado Manuel Florencio Mantilla     | Expulsado                                 | Declarados cesantes por la Cámara de Diputados el 24 de junio de 1880 por no asistir a las sesiones durante la Revolución de 1880.                                      |
| 1880 | Diputado Pedro R. Fernández            | Expulsado                                 | Declarados cesantes por la Cámara de Diputados el 24 de junio de 1880 por no asistir a las sesiones durante la Revolución de 1880.                                      |
| 1880 | Diputado Arturo L. Dávalos             | Expulsado                                 | Declarados cesantes por la Cámara de Diputados el 24 de junio de 1880 por no asistir a las sesiones durante la Revolución de 1880.                                      |
| 1925 | Diputado Luis Olmedo Cortés            | Expulsado                                 | Imputación de haber obtenido ilicitamente fuertes cantidades de dinero del Banco de Mendoza                                                                             |
| 1925 | Diputado José A. Núñez                 | Expulsado                                 | Imputación de haber obtenido ilicitamente fuertes cantidades de dinero del Banco de Mendoza                                                                             |
| 1940 | Diputado José Guillermo Bertotto       | Expulsado                                 | Vinculado al caso de la venta de tierras de El Palomar al Gobierno Nacional                                                                                             |
| 1948 | Diputado Ernesto Sammartino            | Suspensión por tres sesiones consecutivas | Expresiones ofensivas durante una sesión |
| 1949 | Diputado Agustín Rodríguez Araya       | Expulsado                                 | Expresiones vertidas durante la campaña electoral contra integrantes de la Cámara                                                                                       |
| 1949 | Diputado Atilio Cattáneo               | Expulsado                                 | Expresiones injuriosas contra el presidente de la Nación en un acto de propaganda política                                                                              |
| 1955 | Diputado Roberto Carena                | Expulsado                                 | Renunció a su banca en disconformidad a la separación de la Iglesia Católica del Estado                                                                                 |
| 1988 | Diputado Horacio Cambareri             | Suspensión por tres sesiones consecutivas | Desorden de conducta en ejercicio de sus funciones al haber utilizado el servicio de télex con fines políticos durante los Levantamientos Carapintadas                  |
| 1991 | Diputado Ángel Luque                   | Expulsado                                 | Conceptos vertidos en un reportaje periodístico relacionados con el crimen de María Soledad Morales ocurrido en Catamarca                                               |
| 1995 | Diputado Eduardo Varela Cid            | Suspensión por 45 días                    | Desorden de conducta en ejercicio de sus funciones al haber pretendido obtener beneficios personales al tramitar una ley                                                |
| 2002 | Diputada Hilda Norma Ancarani de Godoy | Expulsada                                 | Amenazas contra dos periodistas de un medio televisivo |
| 2005 | Senador Raúl Ochoa                     | Suspensión                                | Juzgado por haber votado dos veces en las elecciones legislativas de 2001                                                                                               |
| 2017 | Diputado Julio De Vido                 | Suspensión por tiempo indeterminado       | Desafuero judicial al ser investigado en causas de corrupción. |
| 2020 | Diputado Juan Emilio Ameri             | Suspensión por 60 días                    | Desorden de conducta en ejercicio de sus funciones al practicar un acto sexual durante un sesión de asistencia presencial y remota en medio de la pandemia de COVID-19. |
| 2024 | Senador Edgardo Kueider                | Expulsado                                 | Expulsado luego de ser arrestado en Paraguay. |

## Composición política del Congreso

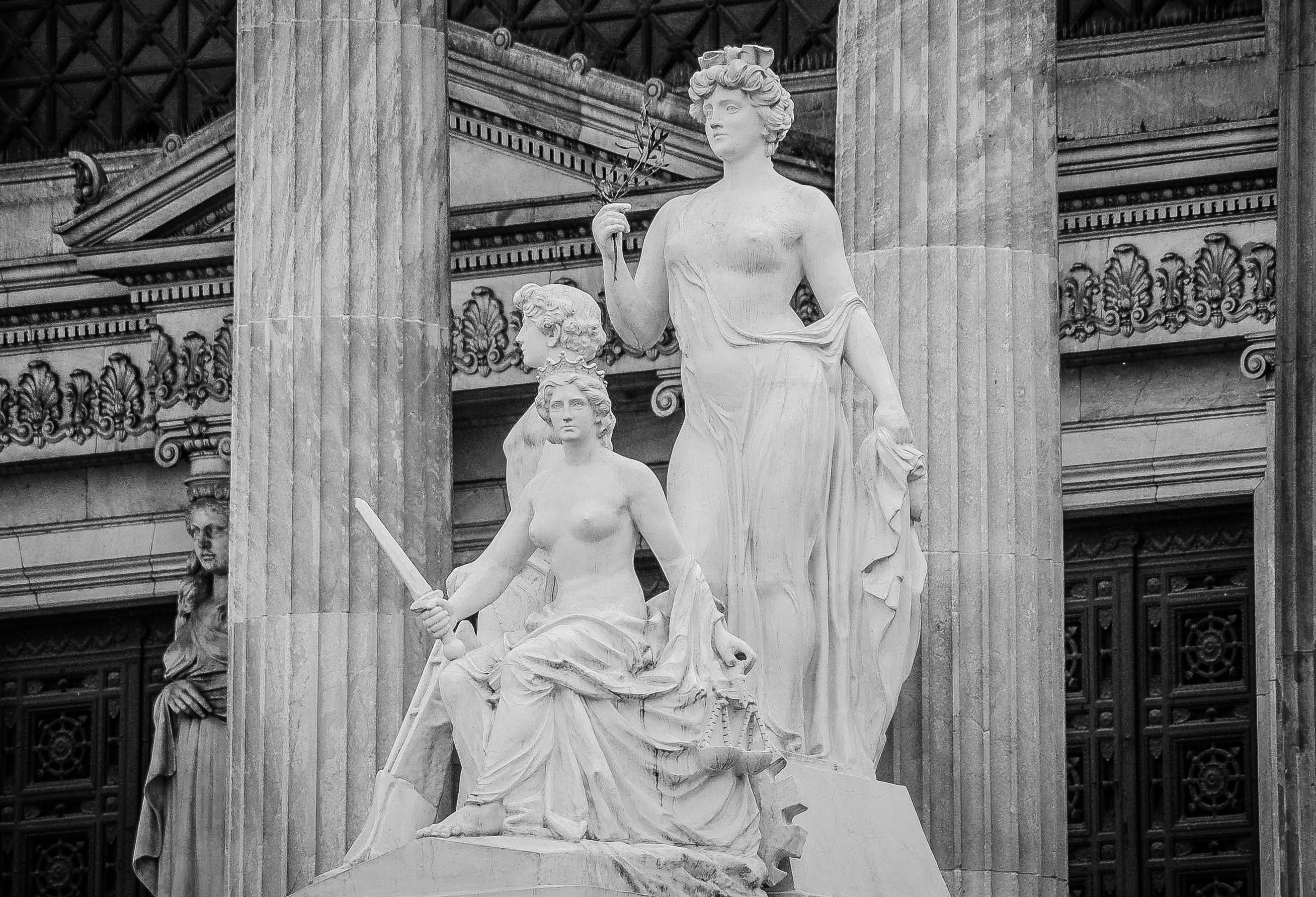
Réplica de la escultura "La Justicia, La Paz y el Trabajo" de Lola Mora, al lateral derecho del Congreso, en las escalinatas

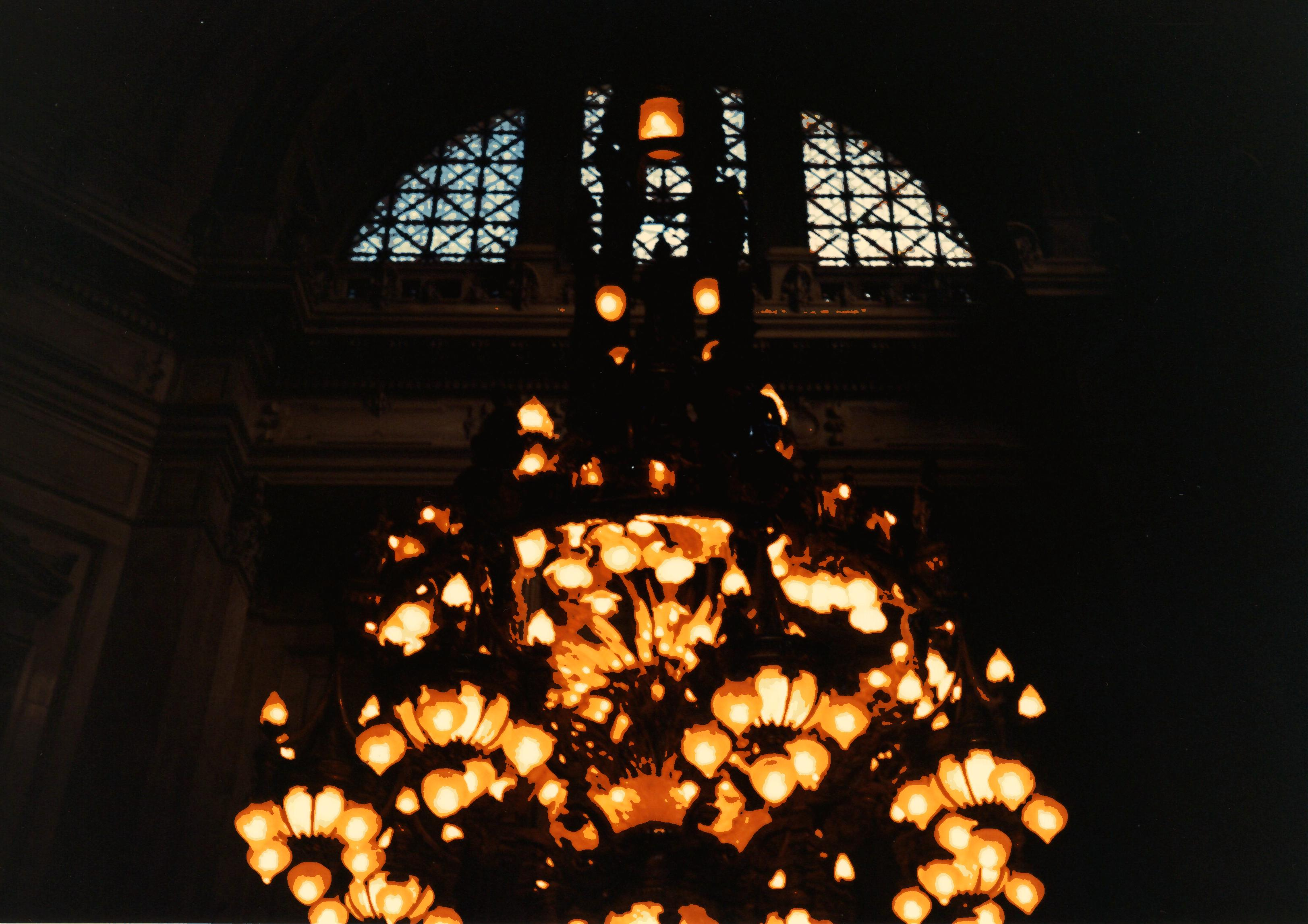
Detalle de una araña ubicada en el interior del edificio.

A diciembre de 2023, tras la última elección en que se renovó un tercio de los senadores y la mitad de los diputados en las elecciones legislativas del 22 de octubre de 2023, el bloque oficialista de La Libertad Avanza, fuerza que respalda al Presidente Javier Milei, es la segunda minoría en la Cámara de Diputados con 38 diputados y la tercera minoría en el Senado con 7 senadores, no logrando el quórum en ninguna de las Cámaras del Congreso de la Nación.
La primera minoría en la Cámara de Diputados es el bloque de Unión por la Patria con 101 bancas, la tercera minoría es el bloque de Propuesta Republicana con 37 diputados y la cuarta minoría en diputados es el bloque de la Unión Cívica Radical con 34 diputados. La primera minoría en cantidad de representados en senadores es el bloque de Unión por la Patria con 33 senadores y la segunda minoría es el bloque de la Unión Cívica Radical con 13 senadores.

### Cámara de Diputados
La Cámara de Diputados de la Nación Argentina, oficialmente Honorable Cámara de Diputados de la Nación Argentina, es, junto con el Senado, una de las dos cámaras que conforman el Congreso de la Nación, que constituye el poder legislativo de la República Argentina. Es conocida informalmente como Cámara Baja, por oposición a la Cámara de Senadores, conocida como Cámara Alta. La cámara está integrada por 257 diputados nacionales quienes representan directamente al pueblo de la Nación. Tienen mandatos de cuatro años y pueden ser reelegidos. La elección se realiza utilizando el sistema de representación proporcional D'Hondt en cada uno de los 24 distritos autónomos que integran la federación (23 provincias y la Ciudad Autónoma de Buenos Aires). Cada dos años la Cámara renueva la mitad de sus miembros.
La Cámara de Diputados tiene atribuciones exclusivas en materia de creación de impuestos y reclutamiento de tropas. También es quien debe formular las acusaciones que puedan desembocar en un juicio político al presidente de la Nación, al vicepresidente, los ministros de Estado y los miembros de la Corte Suprema. Dichas acusaciones son formuladas ante el Senado de la Nación Argentina y requieren una aprobación de las dos terceras partes de la Cámara.
Al igual que la Cámara de Senadores, redacta su reglamento interno y puede decidir el disciplinamiento o incluso la expulsión de sus propios integrantes. Sus integrantes tienen fueros parlamentarios que impiden que sean detenidos, pero pueden ser revocados por los restantes componentes de la Cámara si se formulara una orden judicial que lo requiriera.
La representatividad que da sustento a la democracia en la República Argentina se halla regulada por la Constitución Nacional en lo atinente a la conformación de ambas cámaras del Congreso. Los diputados son elegidos directamente por el pueblo de la Nación, dependiendo su número de la cantidad de habitantes. A los fines electorales, el país se divide en 24 distritos (23 provincias y la Ciudad Autónoma de Buenos Aires) debiendo elegir cada uno de ellos sus diputados en forma proporcional al número de habitantes.
Según la ley 22 847 el número de diputados que corresponde a cada distrito es de 1 diputado cada 161 000 habitantes o fracción superior a 80 500. Sin embargo dicha ley también establece que ningún distrito puede tener menos de 5 diputados o poseer menos diputados que los que tenía en 1976. El número de miembros debería ajustarse a los resultados de cada censo efectuado cada diez años, pero esto no ha ocurrido desde la recuperación de la democracia en 1983.
A partir de 2019 se estableció un sistema de paridad de género en los órganos legislativos nacional y subregional (Congreso Nacional y Parlamento del Mercosur), que obliga a intercalar igualitariamente hombres y mujeres en todas las listas de candidatos.
| Interbloques                                  | Interbloques                                    | Bancas | Bloques                                             | Presidentes de bloque  |
| --------------------------------------------- | ----------------------------------------------- | ------ | --------------------------------------------------- | ---------------------- |
|                                               | Unión por la Patria                             | 98     | Unión por la Patria (98)                            | Germán Martínez        |
|                                               | LLA - CREO                                      | 40     | La Libertad Avanza (39)                             | Gabriel Bornoroni      |
| CREO (1)                                      | LLA - CREO                                      | 40     | Paula Omodeo                                        |                        |
|                                               | PRO MID                                         | 38     | PRO (35)                                            | Cristian Ritondo       |
| Movimiento de Integración y Desarrollo (3)    | PRO MID                                         | 38     | Oscar Zago                                          |                        |
|                                               | Encuentro Federal                               | 15     | Encuentro Federal (15)                              | Miguel Ángel Pichetto  |
|                                               | Unión Cívica Radical                            | 14     | Unión Cívica Radical (14)                           | Rodrigo de Loredo      |
|                                               | Democracia Para Siempre                         | 12     | Democracia Para Siempre (12)                        | Pablo Juliano          |
|                                               | Innovación Federal                              | 8      | Innovación Federal (8)                              | Pamela Calletti        |
|                                               | Coalición Cívica                                | 6      | Coalición Cívica (6)                                | Juan Manuel López      |
|                                               | Liga del Interior - ELI                         | 6      | Liga del Interior - ELI (6)                         | Pablo Cervi            |
|                                               | Frente de Izquierda y de Trabajadores - Unidad  | 5      | Partido de los Trabajadores Socialistas (3)         | Nicolás del Caño       |
| Movimiento Socialista de los Trabajadores (1) | Frente de Izquierda y de Trabajadores - Unidad  | 5      | Vilma Ripoll                                        |                        |
| Partido Obrero (1)                            | Frente de Izquierda y de Trabajadores - Unidad  | 5      | Vanina Biasi                                        |                        |
|                                               | Independencia                                   | 3      | Independencia (3)                                   | Agustín Fernández      |
|                                               | Por Santa Cruz                                  | 2      | Por Santa Cruz (2)                                  | Sergio Acevedo         |
|                                               | Producción y Trabajo                            | 2      | Producción y Trabajo (2)                            | Nancy Picón            |
|                                               | Futuro y Libertad                               | 2      | Futuro y Libertad (2)                               | Gabriel Chumpitaz      |
|                                               | Unidos                                          | 1      | Unidos (1)                                          | Mario Domingo Barletta |
|                                               | Movimiento Popular Neuquino                     | 1      | Movimiento Popular Neuquino (1)                     | Osvaldo Llancafilo     |
|                                               | Republicanos Unidos                             | 1      | Republicanos Unidos (1)                             | Ricardo Lopez Murphy   |
|                                               | Transformación B.T.                             | 1      | Transformación B.T. (1)                             | Lourdes Arrieta        |
|                                               | Somos Fueguinos                                 | 1      | Somos Fueguinos (1)                                 | Ricardo Garramuño      |
|                                               | Defendamos Santa Fe                             | 1      | Defendamos Santa Fe (1)                             | Roberto Mirabella      |
|                                               | MST - Frente de Izquierda y Trabajadores Unidad | 1      | MST - Frente de Izquierda y Trabajadores Unidad (1) | Vilma Ripoll           |
| Fuente: actualizada al 30/4/2025.             |                                                 |        |                                                     |                        |

### Senado
El Senado de la Nación Argentina o Cámara de Senadores de la Nación Argentina es, junto con la Cámara de Diputados, una de las dos cámaras que conforman el Congreso Nacional, que constituye el poder legislativo de la República Argentina. Es conocida informalmente como Cámara Alta, por oposición a la Cámara de Diputados, conocida como Cámara Baja. La Cámara está integrada por 72 senadores, tres por cada uno de los 24 distritos autónomos que integran la república (23 provincias y la Ciudad Autónoma de Buenos Aires), a los cuales representan. Tienen mandatos de seis años y pueden ser reelegidos indefinidamente. Son elegidos por sufragio directo y en forma conjunta, obteniendo dos senadores el partido o coalición que obtenga la mayor cantidad de votos y un senador el que le siga en número de votos. Cada dos años la Cámara renueva un tercio de sus miembros, realizándose elecciones en tres bloques de ocho provincias rotativamente. El Senado es presidido por la persona que ocupa el cargo de vicepresidente de la Nación, quien no integra el cuerpo de senadores y solo vota en caso de empate.
El Senado tiene poderes exclusivos que no se le conceden a la Cámara de Diputados. Entre ellos está autorizar al presidente de la Nación para que declare el estado de sitio, prestar acuerdo al Poder Ejecutivo para la designación de magistrados judiciales, ministros plenipotenciarios, oficiales superiores de las Fuerzas Armadas y tener la iniciativa en leyes sobre coparticipación federal de impuestos. Además es la encargada de juzgar a los acusados por la Cámara de Diputados en juicio político: presidente de la Nación, al vicepresidente de la Nación, los ministros de Estado y los miembros de la Corte Suprema.
Al igual que la Cámara de Diputados, redacta su reglamento interno y puede decidir el disciplinamiento o incluso la expulsión de sus propios integrantes. Sus integrantes tienen fueros parlamentarios que impiden que sean detenidos, pero pueden ser revocados por los restantes componentes de la Cámara si se formulara una orden judicial que lo requiriera.
A partir de 2019 se estableció un sistema de paridad de género en los órganos legislativos nacional y subregional (Congreso Nacional y Parlamento del Mercosur), que obliga a intercalar igualitariamente hombres y mujeres en todas las listas de candidatos.
| Interbloques                      | Interbloques                                                     | Bloques                                     | Presidentes de bloque |
| --------------------------------- | ---------------------------------------------------------------- | ------------------------------------------- | --------------------- |
|                                   | Unión por la Patria (34) (Presidente: José Mayans)               | Frente Nacional y Popular (15)              | José Mayans           |
| Unidad Ciudadana (15)             | Unión por la Patria (34) (Presidente: José Mayans)               | Juliana Di Tullio                           |                       |
| Convicción Federal (4)            | Unión por la Patria (34) (Presidente: José Mayans)               | Fernando Aldo Salino                        |                       |
|                                   | Unión Cívica Radical (13)                                        | Unión Cívica Radical (13)                   | Eduardo Vischi        |
|                                   | Frente Pro (7)                                                   | Frente Pro (7)                              | Alfredo de Ángeli     |
|                                   | La Libertad Avanza (6)                                           | La Libertad Avanza (6)                      | Ezequiel Atauche      |
|                                   | Las Provincias Unidas (5) (Presidente: Carlos Mauricio Espínola) | Cambio Federal (1)                          | Juan Carlos Romero    |
| Unidad Federal (2)                | Las Provincias Unidas (5) (Presidente: Carlos Mauricio Espínola) | Carlos Mauricio Espínola                    |                       |
| Movimiento Neuquino (1)           | Las Provincias Unidas (5) (Presidente: Carlos Mauricio Espínola) | Carmen Lucila Crexell                       |                       |
| Despierta Chubut (1)              | Las Provincias Unidas (5) (Presidente: Carlos Mauricio Espínola) | Edith Elizabeth Terenzi                     |                       |
|                                   | Innovación Federal (3) (Presidenta: Mónica Esther Silva)         | Frente Renovador de la Concordia Social (2) | Carlos Omar Arce      |
| Juntos Somos Río Negro (1)        | Innovación Federal (3) (Presidenta: Mónica Esther Silva)         | Mónica Esther Silva                         |                       |
|                                   | Por Santa Cruz (2)                                               | Por Santa Cruz (2)                          | José María Carambia   |
|                                   | Por la Justicia Social (1)                                       | Por la Justicia Social (1)                  | Beatriz Luisa Ávila   |
|                                   | Libertad, Trabajo y Progreso (1)                                 | Libertad, Trabajo y Progreso (1)            | Francisco Paoltroni   |
| Fuente: actualizada al 26/03/2025 |                                                                  |                                             |                       |

## Asamblea Legislativa
Es la reunión conjunta de ambas cámaras celebrada desde 1862 para:
- Inauguración del Periodo de Sesiones Ordinarias
- Admitir o desechar la dimisión del Presidente y Vicepresidente
- Tomar el juramento al Presidente que asuma
- Designar al funcionario público que va a completar el mandato presidencial que quedó vacante
- Desde 1994, proclama a los electos Presidente y Vicepresidente, o en consecuencia llama a ambas fórmulas a participar de una segunda vuelta electoral
- Homenajear a los héroes de la Patria o agasajar a Presidentes extranjeros. La primera para la visita de un Presidente extranjero fue el 24 de mayo de 1935 (71° periodo) para el Presidente de Brasil, Getulio Vargas. Desde 1983 se han celebrado para Miguel de la Madrid Hurtado, Giani Zail Singh y Helmut Kohl (1984); Juan Carlos I (1985), Alan García, José Napoleón Duarte y José Sarney (1986); Julio María Sanguinetti, François Mitterrand y Felipe González (1987); Jaim Herzog, Giulio Andreotti y Óscar Arias Sánchez (1990); Ricardo Lagos (2003), Hu Jintao (2004), Michelle Bachelet (2006), Lula da Silva (2003 y 2008), Felipe Calderón (2008) y Ollanta Humala (2012).

### Apertura del periodo de sesiones ordinarias

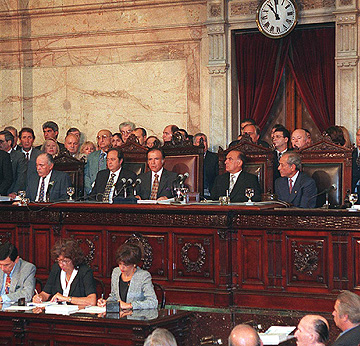
El presidente Carlos Menem inaugurando el período de sesiones ordinarias 115° del Congreso de la Nación, en 1997.

La inauguración de los periodos es un evento anual que consiste en la reunión de la Asamblea Legislativa en el actual recinto de la Cámara de Diputados de la Nación Argentina, para escuchar el mensaje del presidente de la Nación Argentina, donde éste hace un informe sobre el estado del país, realiza un balance de su gestión y presenta su agenda legislativa para el año entrante, según el inciso 8 artículo 99 de la Constitución Nacional. Desde 1995 se realiza el 1 de marzo de cada año. En la apertura de las sesiones, además del presidente y vicepresidente de la Nación y los diputados y senadores, asisten los jueces de la Corte Suprema de la Nación, gobernadores provinciales, el jefe de Gobierno porteño y los ministros del poder Ejecutivo.

Hace anualmente la apertura de las sesiones del Congreso, reunidas al efecto ambas Cámaras, dando cuenta en esta ocasión del estado de la Nación, de las reformas prometidas por la Constitución, y recomendando a su consideración las medidas que juzgue necesarias y convenientes.
Constitución de la Nación Argentina, artículo 99, inciso 8.

La inauguración de las sesiones ordinarias es similar al Discurso del Estado de la Unión de Estados Unidos. La primera fue inaugurada el 25 de mayo de 1862 por el presidente Bartolomé Mitre en la primera sede del Congreso Argentino (Perú 272), la antigua sala de Representantes de la provincia de Buenos Aires, donde estaban reunidos 15 senadores y 24 diputados. Las inauguraciones se hacían en fechas cercanas al 25 de mayo, y, desde 1947, se realizaban el 1 de mayo. Fuera de esas fechas, se celebró en los meses de junio (1867, 1912, 1922, 1924, 1928 y 1946) y julio (1871, 1926). Entretanto se realizaba en su inicio la Clausura del Periodo, la última celebrada el 25 de octubre de 1872 para el decimoprimer periodo por Domingo Faustino Sarmiento, al 12 de octubre.
En las primeras inauguraciones, el presidente hacía una breve alocución y dejaba el mensaje en manos del vicepresidente. El primer presidente en leer el mensaje fue Domingo Faustino Sarmiento al inaugurar el octavo periodo, el 5 de mayo de 1869. Posteriormente el presidente de la Nación realizaba el informe en su integridad, pero en la actualidad el primer mandatario realiza un breve resumen de 45 minutos de duración y se le otorga a cada legislador una copia impresa del informe completo. En los hechos, es la única vez que el presidente asiste al Congreso, sin embargo se le permite asistir a las sesiones del Congreso, pero sin derecho a participar de los debates ni a votar. En la historia argentina nunca el presidente ha usado este derecho.

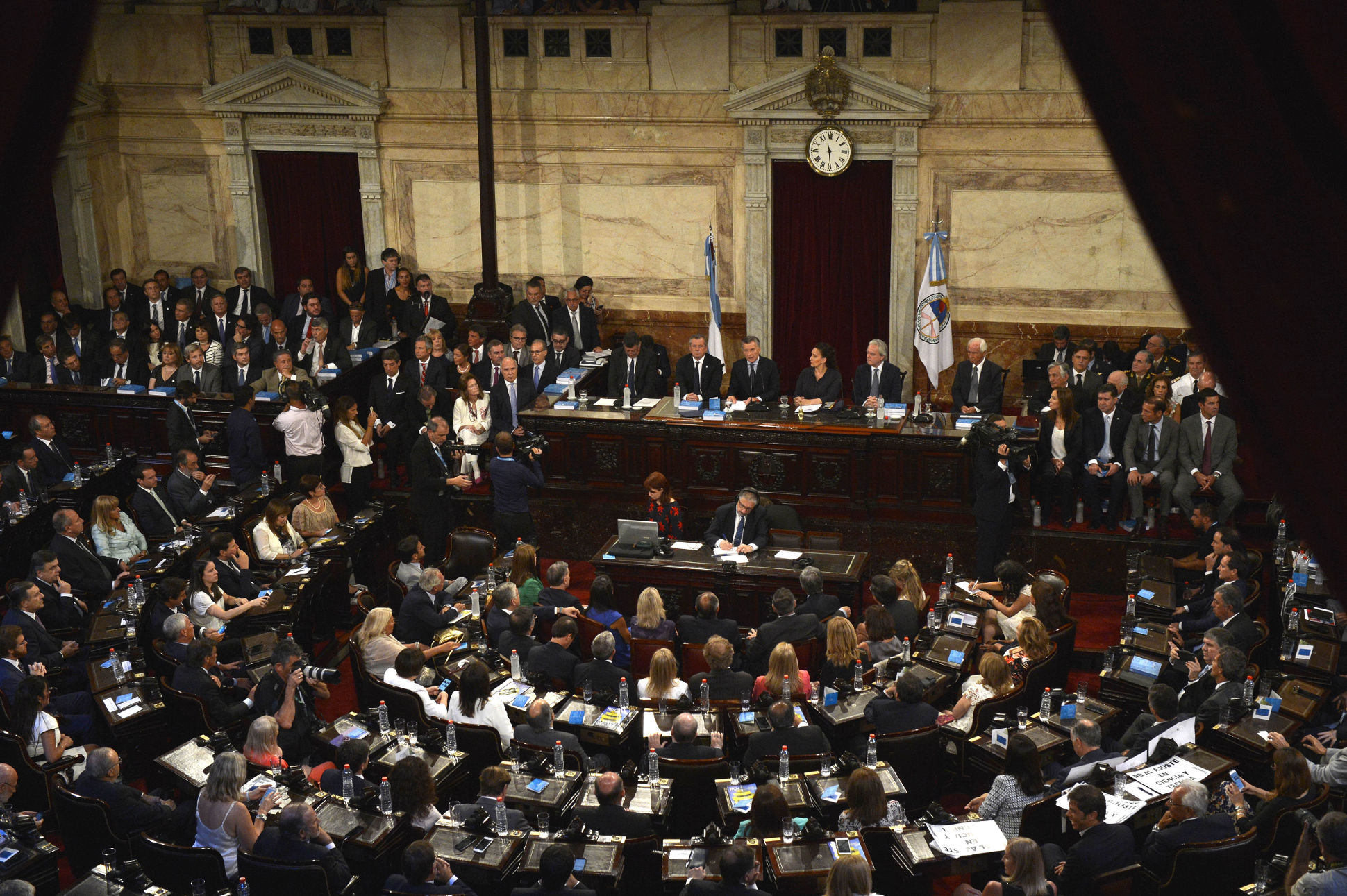
El presidente Mauricio Macri pronunciando su discurso durante la inauguración del período de sesiones ordinarias 135.º del Congreso de la Nación, en 2017.

Aun así, luego de la reforma de la Constitución de 1994, ambas cámaras pueden reunirse "por sí mísmas" (Art. 63), sin necesidad de la convocatoria del presidente de la Nación. Se mencionan las ausencias físicas de los presidentes Mitre en 1866, debido a que estaba ejerciendo como comandante en jefe de las fuerzas armadas en la Guerra de la Triple Alianza, Roque Sáenz Peña en 1914 por enfermedad, Hipólito Yrigoyen (nunca fue en su primer mandato entre 1917 y 1922, y en 1929), y Roberto Marcelino Ortiz (por enfermedad en 1939, 1941 y 1942). En todos los casos, el entonces presidente de la Nación dictaminó la lectura de su discurso por parte del vicepresidente de la Nación o del presidente provisional del Senado.
| Periodo  | Año                     | Presidente de la Nación            | Presidente del Senado (Vicepresidente de la Nación) | Presidente de la Cámara de Diputados |
| -------- | ----------------------- | ---------------------------------- | --------------------------------------------------- | ------------------------------------ |
| 1°       | 25 de mayo de 1862      | Bartolomé Mitre                    | Marcos Paz                                          | Pastor Obligado                      |
| 2°       | 5 de mayo de 1863       | Bartolomé Mitre                    | Marcos Paz                                          | José Evaristo Uriburu                |
| 3°       | 12 de mayo de 1864      | Bartolomé Mitre                    | Marcos Paz                                          | Arístides Villanueva                 |
| 4°       | 1 de mayo de 1865       | Bartolomé Mitre                    | Marcos Paz                                          | José Evaristo Uriburu                |
| 5°       | 6 de mayo de 1866       | Bartolomé Mitre                    | Marcos Paz                                          | José Evaristo Uriburu                |
| 6°       | 2 de junio de 1867      | Bartolomé Mitre                    | Marcos Paz                                          | José Evaristo Uriburu                |
| 7°       | 18 de mayo de 1868      | Bartolomé Mitre                    | Valentín Alsina                                     | Mariano Acosta                       |
| 8°       | 5 de mayo de 1869       | Domingo Faustino Sarmiento         | Adolfo Alsina                                       | Manuel Quintana                      |
| 9°       | 15 de mayo de 1870      | Domingo Faustino Sarmiento         | Adolfo Alsina                                       | Mariano Acosta                       |
| 10°      | 4 de julio de 1871      | Domingo Faustino Sarmiento         | Adolfo Alsina                                       | Mariano Acosta                       |
| 11°      | 6 de mayo de 1872       | Domingo Faustino Sarmiento         | Adolfo Alsina                                       | Octavio Garrigós                     |
| 12°      | 11 de mayo de 1873      | Domingo Faustino Sarmiento         | Adolfo Alsina                                       | Octavio Garrigós                     |
| 13°      | 13 de mayo de 1874      | Domingo Faustino Sarmiento         | Adolfo Alsina                                       | Luis Sáenz Peña                      |
| 14°      | 8 de mayo de 1875       | Nicolás Avellaneda                 | Mariano Acosta                                      | Bernardo de Irigoyen                 |
| 15°      | 6 de mayo de 1876       | Nicolás Avellaneda                 | Mariano Acosta                                      | Félix Frías                          |
| 16°      | 4 de mayo de 1877       | Nicolás Avellaneda                 | Mariano Acosta                                      | Félix Frías                          |
| 17°      | 6 de mayo de 1878       | Nicolás Avellaneda                 | Mariano Acosta                                      | Félix Frías                          |
| 18°      | 5 de mayo de 1879       | Nicolás Avellaneda                 | Mariano Acosta                                      | Manuel Quintana                      |
| 19°      | Mayo de 1880            | Nicolás Avellaneda                 | Mariano Acosta                                      | Manuel Quintana                      |
| 20°      | 8 de mayo de 1881       | Julio Argentino Roca               | Francisco Bernabé Madero                            | Vicente P. Peralta                   |
| 21°      | 7 de mayo de 1882       | Julio Argentino Roca               | Francisco Bernabé Madero                            | Tristán Achával Rodríguez            |
| 22°      | 4 de mayo de 1883       | Julio Argentino Roca               | Francisco Bernabé Madero                            | Miguel Navarro Viola                 |
| 23°      | 6 de mayo de 1884       | Julio Argentino Roca               | Francisco Bernabé Madero                            | Rafael Ruiz de los Llanos            |
| 24°      | 7 de mayo de 1885       | Julio Argentino Roca               | Francisco Bernabé Madero                            | Rafael Ruiz de los Llanos            |
| 25°      | 10 de mayo de 1886      | Julio Argentino Roca               | Francisco Bernabé Madero                            | Juan Eugenio Serú                    |
| 26°      | 9 de mayo de 1887       | Miguel Juárez Celman               | Carlos Pellegrini                                   | Estanislao Zeballos                  |
| 27°      | 8 de mayo de 1888       | Miguel Juárez Celman               | Carlos Pellegrini                                   | Carlos Tagle                         |
| 28°      | 6 de mayo de 1889       | Miguel Juárez Celman               | Carlos Pellegrini                                   | Tristán A. Malbrán                   |
| 29°      | 10 de mayo de 1890      | Miguel Juárez Celman               | Carlos Pellegrini                                   | Benjamín Zorrilla                    |
| 30°      | 9 de mayo de 1891       | Carlos Pellegrini                  | Miguel M. Nougués                                   | Benjamín Zorrilla                    |
| 31°      | 24 de mayo de 1892      | Carlos Pellegrini                  | Miguel M. Nougués                                   | Benjamín Zorrilla                    |
| 32°      | 12 de mayo de 1893      | Luis Saenz Peña                    | José Evaristo Uriburu                               | Francisco Lucio García               |
| 33°      | 12 de mayo de 1894      | Luis Saenz Peña                    | José Evaristo Uriburu                               | Francisco Alcobendas                 |
| 34°      | 8 de mayo de 1895       | José Evaristo Uriburu              | Julio Argentino Roca                                | Francisco Alcobendas                 |
| 35°      | 7 de mayo de 1896       | José Evaristo Uriburu              | Julio Argentino Roca                                | Marco Aurelio Avellaneda             |
| 36°      | 7 de mayo de 1897       | José Evaristo Uriburu              | Julio Argentino Roca                                | Marco Aurelio Avellaneda             |
| 37°      | 9 de mayo de 1898       | José Evaristo Uriburu              | Julio Argentino Roca                                | Marco Aurelio Avellaneda             |
| 38°      | 1 de mayo de 1899       | Julio Argentino Roca               | Norberto Quirno Costa                               | Marco Aurelio Avellaneda             |
| 39°      | Mayo de 1900            | Julio Argentino Roca               | Norberto Quirno Costa                               | Marco Aurelio Avellaneda             |
| 40°      | 1 de mayo de 1901       | Julio Argentino Roca               | Norberto Quirno Costa                               | Marco Aurelio Avellaneda             |
| 41°      | Mayo de 1902            | Julio Argentino Roca               | Norberto Quirno Costa                               | Benito Villanueva                    |
| 42°      | Mayo de 1903            | Julio Argentino Roca               | Norberto Quirno Costa                               | Benito Villanueva                    |
| 43°      | Mayo de 1904            | Julio Argentino Roca               | Norberto Quirno Costa                               | Benjamín Victorica                   |
| 44°      | Mayo de 1905            | Manuel Quintana                    | José Figueroa Alcorta                               | Ángel Sastre                         |
| 45°      | 12 de mayo de 1906      | José Figueroa Alcorta              | Benito Villanueva                                   | Alejandro Carbó                      |
| 46°      | Mayo de 1907            | José Figueroa Alcorta              | Benito Villanueva                                   | Juan Manuel Ortiz de Rosas           |
| 47°      | 1 de mayo de 1908       | José Figueroa Alcorta              | José Evaristo Uriburu                               | Eliseo Cantón                        |
| 48°      | Mayo de 1909            | José Figueroa Alcorta              | Benito Villanueva                                   | Eliseo Cantón                        |
| 49°      | Mayo de 1910            | José Figueroa Alcorta              | Antonio del Pino                                    | Eliseo Cantón                        |
| 50°      | 13 de mayo de 1911      | Roque Sáenz Peña                   | Victorino de la Plaza                               | Eliseo Cantón                        |
| 51°      | 7 de junio de 1912      | Roque Sáenz Peña                   | Victorino de la Plaza                               | Rosendo Fraga (h)                    |
| 52°      | 6 de mayo de 1913       | Roque Sáenz Peña                   | Victorino de la Plaza                               | Rosendo Fraga (h)                    |
| 53°      | 27 de mayo de 1914      | Roque Sáenz Peña                   | Victorino de la Plaza                               | Marco Aurelio Avellaneda             |
| 54°      | 10 de mayo de 1915      | Victorino de La Plaza              | Benito Villanueva                                   | Alejandro Carbó                      |
| 55°      | Mayo de 1916            | Victorino de La Plaza              | Benito Villanueva                                   | Mariano Demaría                      |
| 56°      | 11 de mayo de 1917      | Hipólito Yrigoyen                  | Pelagio Luna                                        | Mariano Demaría                      |
| 57°      | 16 de mayo de 1918      | Hipólito Yrigoyen                  | Pelagio Luna                                        | Fernando Saguier                     |
| 58°      | 16 de mayo de 1919      | Hipólito Yrigoyen                  | Benito Villanueva                                   | Arturo Goyeneche                     |
| 59°      | 10 de mayo de 1920      | Hipólito Yrigoyen                  | Benito Villanueva                                   | Arturo Goyeneche                     |
| 60°      | 20 de mayo de 1921      | Hipólito Yrigoyen                  | Benito Villanueva                                   | Arturo Goyeneche                     |
| 61°      | 6 de junio de 1922      | Hipólito Yrigoyen                  | Benito Villanueva                                   | Ricardo Pereyra Rozas                |
| 62°      | 7 de mayo de 1923       | Marcelo Torcuato de Alvear         | Elpidio González                                    | Ricardo Pereyra Rozas                |
| 63°      | 20 de junio de 1924     | Marcelo Torcuato de Alvear         | Elpidio González                                    | Mario M. Guido                       |
| 64°      | 11 de mayo de 1925      | Marcelo Torcuato de Alvear         | Elpidio González                                    | Mario M. Guido                       |
| 65°      | 1 de julio de 1926      | Marcelo Torcuato de Alvear         | Elpidio González                                    | Miguel Sussini (padre)               |
| 66°      | 18 de mayo de 1927      | Marcelo Torcuato de Alvear         | Elpidio González                                    | Miguel Sussini (padre)               |
| 67°      | 28 de junio de 1928     | Marcelo Torcuato de Alvear         | Elpidio González                                    | Andrés Ferreyra                      |
| 68°      | 24 de mayo de 1929      | Hipólito Yrigoyen                  | Enrique Martínez                                    | Andrés Ferreyra                      |
| Clausura | 1930 - 1931             | José Félix Uriburu                 |                                                     |                                      |
| 69°      | 2 de mayo de 1932       | Agustín Pedro Justo                | Julio Argentino Roca (hijo)                         | Juan Félix Cafferata                 |
| 70°      | 3 de mayo de 1933       | Agustín Pedro Justo                | Julio Argentino Roca (hijo)                         | Juan Félix Cafferata                 |
| 71°      | 3 de mayo de 1934       | Agustín Pedro Justo                | Julio Argentino Roca (hijo)                         | Manuel Fresco                        |
| 72°      | 15 de mayo de 1935      | Agustín Pedro Justo                | Julio Argentino Roca (hijo)                         | Manuel Fresco                        |
| 73°      | 7 de mayo de 1936       | Agustín Pedro Justo                | Julio Argentino Roca (hijo)                         | Carlos Noel                          |
| 74°      | 14 de mayo de 1937      | Agustín Pedro Justo                | Julio Argentino Roca (hijo)                         | Carlos Noel                          |
| 75°      | 10 de mayo de 1938      | Roberto Marcelino Ortiz            | Ramón Castillo                                      | Juan Gaudencio Kaiser                |
| 76°      | 11 de mayo de 1939      | Roberto Marcelino Ortiz            | Ramón Castillo                                      | Juan Gaudencio Kaiser                |
| 77°      | 14 de mayo de 1940      | Roberto Marcelino Ortiz            | Ramón Castillo                                      | Carlos Noel                          |
| 78°      | 28 de mayo de 1941      | Roberto Marcelino Ortiz            | Ramón Castillo                                      | José Luis Cantilo                    |
| 79°      | 28 de mayo de 1942      | Roberto Marcelino Ortiz            | Ramón Castillo                                      | José Luis Cantilo                    |
| Clausura | 1943 - 1945             | Revolución del 43                  |                                                     |                                      |
| 80°      | 26 de junio de 1946     | Juan Domingo Perón                 | Juan Hortensio Quijano                              | Ricardo Guardo                       |
| 81°      | 1 de mayo de 1947       | Juan Domingo Perón                 | Juan Hortensio Quijano                              | Ricardo Guardo                       |
| 82°      | 1 de mayo de 1948       | Juan Domingo Perón                 | Juan Hortensio Quijano                              | Héctor J. Cámpora                    |
| 83°      | 1 de mayo de 1949       | Juan Domingo Perón                 | Juan Hortensio Quijano                              | Héctor J. Cámpora                    |
| 84°      | 1 de mayo de 1950       | Juan Domingo Perón                 | Juan Hortensio Quijano                              | Héctor J. Cámpora                    |
| 85°      | 1 de mayo de 1951       | Juan Domingo Perón                 | Juan Hortensio Quijano                              | Héctor J. Cámpora                    |
| 86°      | 1 de mayo de 1952       | Juan Domingo Perón                 | Alberto Tessaire                                    | Héctor J. Cámpora                    |
| 87°      | 1 de mayo de 1953       | Juan Domingo Perón                 | Alberto Iturbe                                      | Antonio J. Benítez                   |
| 88°      | 1 de mayo de 1954       | Juan Domingo Perón                 | Ramón Albariño                                      | Antonio J. Benítez                   |
| 89°      | 1 de mayo de 1955       | Juan Domingo Perón                 | Alberto Tessaire                                    | Alberto Rocamora                     |
| Clausura | 1956 - 1957             | Revolución Libertadora             |                                                     |                                      |
| 90°      | 1 de mayo de 1958       | Arturo Frondizi                    | Alejandro Gomez                                     | Federico Fernández de Monjardín      |
| 91°      | 1 de mayo de 1959       | Arturo Frondizi                    | José María Guido                                    | Federico Fernández de Monjardín      |
| 92°      | 1 de mayo de 1960       | Arturo Frondizi                    | José María Guido                                    | Federico Fernández de Monjardín      |
| 93°      | 1 de mayo de 1961       | Arturo Frondizi                    | José María Guido                                    | Federico Fernández de Monjardín      |
| Clausura | 1962                    | José María Guido                   |                                                     |                                      |
| 94°      | 12 de agosto de 1963    | Arturo Illia                       | Carlos Humberto Perette                             | Arturo Mor Roig                      |
| 95°      | 1 de mayo de 1964       | Arturo Illia                       | Carlos Humberto Perette                             | Arturo Mor Roig                      |
| 96°      | 1 de mayo de 1965       | Arturo Illia                       | Carlos Humberto Perette                             | Arturo Mor Roig                      |
| 97°      | 1 de mayo de 1966       | Arturo Illia                       | Carlos Humberto Perette                             | Arturo Mor Roig                      |
| Clausura | 1967 - 1972             | Revolución Argentina               |                                                     |                                      |
| 98°      | 25 de mayo de 1973      | Héctor José Cámpora                | Vicente Solano Lima                                 | Raúl Alberto Lastiri                 |
| 99°      | 1 de mayo de 1974       | Juan Domingo Perón                 | María Estela Martínez de Perón                      | Raúl Alberto Lastiri                 |
| 100°     | 1 de mayo de 1975       | María Estela Martínez de Perón     | Ítalo Argentino Lúder                               | Nicasio Sánchez Toranzo              |
| Clausura | 1976 - 1982             | Proceso de Reorganización Nacional |                                                     |                                      |
| 101°     | 29 de noviembre de 1983 | Raúl Alfonsín                      | Víctor H. Martínez                                  | Juan Carlos Pugliese                 |
| 102°     | 1 de mayo de 1984       | Raúl Alfonsín                      | Víctor H. Martínez                                  | Juan Carlos Pugliese                 |
| 103°     | 1 de mayo de 1985       | Raúl Alfonsín                      | Víctor H. Martínez                                  | Juan Carlos Pugliese                 |
| 104°     | 1 de mayo de 1986       | Raúl Alfonsín                      | Víctor H. Martínez                                  | Juan Carlos Pugliese                 |
| 105°     | 1 de mayo de 1987       | Raúl Alfonsín                      | Víctor H. Martínez                                  | Juan Carlos Pugliese                 |
| 106°     | 1 de mayo de 1988       | Raúl Alfonsín                      | Víctor H. Martínez                                  | Juan Carlos Pugliese                 |
| 107°     | 1 de mayo de 1989       | Raúl Alfonsín                      | Víctor H. Martínez                                  | Leopoldo Moreau                      |
| 108°     | 1 de mayo de 1990       | Carlos Menem                       | Eduardo Duhalde                                     | Alberto Pierri                       |
| 109°     | 1 de mayo de 1991       | Carlos Menem                       | Eduardo Duhalde                                     | Alberto Pierri                       |
| 110°     | 1 de mayo de 1992       | Carlos Menem                       | Eduardo Menem                                       | Alberto Pierri                       |
| 111°     | 1 de mayo de 1993       | Carlos Menem                       | Eduardo Menem                                       | Alberto Pierri                       |
| 112°     | 1 de mayo de 1994       | Carlos Menem                       | Eduardo Menem                                       | Alberto Pierri                       |
| 113°     | 1 de marzo de 1995      | Carlos Menem                       | Carlos Ruckauf                                      | Alberto Pierri                       |
| 114°     | 1 de marzo de 1996      | Carlos Menem                       | Carlos Ruckauf                                      | Alberto Pierri                       |
| 115°     | 1 de marzo de 1997      | Carlos Menem                       | Carlos Ruckauf                                      | Alberto Pierri                       |
| 116°     | 1 de marzo de 1998      | Carlos Menem                       | Carlos Ruckauf                                      | Alberto Pierri                       |
| 117°     | 1 de marzo de 1999      | Carlos Menem                       | Carlos Ruckauf                                      | Alberto Pierri                       |
| 118°     | 1 de marzo de 2000      | Fernando de la Rúa                 | Carlos Álvarez                                      | Rafael Pascual                       |
| 119°     | 1 de marzo de 2001      | Fernando de la Rúa                 | Mario Losada                                        | Rafael Pascual                       |
| 120°     | 1 de marzo de 2002      | Eduardo Duhalde                    | Juan Carlos Maqueda                                 | Eduardo Camaño                       |
| 121°     | 1 de marzo de 2003      | Eduardo Duhalde                    | José Luis Gioja                                     | Eduardo Camaño                       |
| 122°     | 1 de marzo de 2004      | Néstor Kirchner                    | Daniel Scioli                                       | Eduardo Camaño                       |
| 123°     | 1 de marzo de 2005      | Néstor Kirchner                    | Daniel Scioli                                       | Eduardo Camaño                       |
| 124°     | 1 de marzo de 2006      | Néstor Kirchner                    | Daniel Scioli                                       | Alberto Balestrini                   |
| 125°     | 1 de marzo de 2007      | Néstor Kirchner                    | Daniel Scioli                                       | Alberto Balestrini                   |
| 126°     | 1 de marzo de 2008      | Cristina Fernández de Kirchner     | Julio Cobos                                         | Eduardo Fellner                      |
| 127°     | 1 de marzo de 2009      | Cristina Fernández de Kirchner     | Julio Cobos                                         | Eduardo Fellner                      |
| 128°     | 1 de marzo de 2010      | Cristina Fernández de Kirchner     | Julio Cobos                                         | Eduardo Fellner                      |
| 129°     | 1 de marzo de 2011      | Cristina Fernández de Kirchner     | Julio Cobos                                         | Eduardo Fellner                      |
| 130°     | 1 de marzo de 2012      | Cristina Fernández de Kirchner     | Amado Boudou                                        | Julián Domínguez                     |
| 131°     | 1 de marzo de 2013      | Cristina Fernández de Kirchner     | Amado Boudou                                        | Julián Domínguez                     |
| 132°     | 1 de marzo de 2014      | Cristina Fernández de Kirchner     | Amado Boudou                                        | Julián Domínguez                     |
| 133°     | 1 de marzo de 2015      | Cristina Fernández de Kirchner     | Amado Boudou                                        | Julián Domínguez                     |
| 134°     | 1 de marzo de 2016      | Mauricio Macri                     | Gabriela Michetti                                   | Emilio Monzó                         |
| 135°     | 1 de marzo de 2017      | Mauricio Macri                     | Gabriela Michetti                                   | Emilio Monzó                         |
| 136°     | 1 de marzo de 2018      | Mauricio Macri                     | Gabriela Michetti                                   | Emilio Monzó                         |
| 137°     | 1 de marzo de 2019      | Mauricio Macri                     | Gabriela Michetti                                   | Emilio Monzó                         |
| 138°     | 1 de marzo de 2020      | Alberto Fernández                  | Cristina Fernández de Kirchner                      | Sergio Massa                         |
| 139°     | 1 de marzo de 2021      | Alberto Fernández                  | Cristina Fernández de Kirchner                      | Sergio Massa                         |
| 140°     | 1 de marzo de 2022      | Alberto Fernández                  | Cristina Fernández de Kirchner                      | Sergio Massa                         |
| 141°     | 1 de marzo de 2023      | Alberto Fernández                  | Cristina Fernández de Kirchner                      | Cecilia Moreau                       |
| 142°     | 1 de marzo de 2024      | Javier Milei                       | Victoria Villarruel                                 | Martín Menem                         |
| 143°     | 1 de marzo de 2025      | Javier Milei                       | Victoria Villarruel                                 | Martín Menem                         |